# Toretsk
Toretsk (tiếng Ukraina: Торецьк) là một thành phố của Ukraina. Thành phố này thuộc tỉnh Donetsk. Thành phố này có diện tích 62 km2, dân số theo điều tra dân số năm 2022 là 30,914 người.

## Lịch sử
Xem thêm: Trận Toretsk
Ngày 18 tháng 4 năm 2024, Lực lượng Vũ trang Liên bang Nga và Dân quân thân Nga ở Donbas đã bắt đầu các cuộc tấn công vào thành phố Toretsk, thành trì của quân đội Ukraine từ 2014, và các thị trấn lân cận.